# Choi Siwon
Choi Si-won (tiếng Hàn: 최시원; Hanja: 崔始源; Hán-Việt: Thôi Thủy Nguyên, sinh ngày 7 tháng 4 năm 1986), thường được biết đến với nghệ danh Siwon, là một nam ca sĩ, nhạc sĩ, diễn viên, người mẫu người Hàn Quốc. Anh hiện là thành viên của nhóm nhạc nam Hàn Quốc Super Junior và nhóm nhỏ Super Junior-M do SM Entertainment thành lập và quản lý.
Kể từ năm 2010 đến nay, Choi Siwon đã cống hiến rất nhiều cho tổ chức phi chính phủ là UNICEF. Cụ thể, anh đã từng đảm nhận chức vụ đại sứ của tổ chức này trong hai năm 2010 và 2019. Anh cũng đã từng tham gia vào rất nhiều chuyến đi thiện nguyện cũng như các chiến dịch bảo vệ quyền lợi của trẻ em do UNICEF phát động.
Bên cạnh các hoạt động cùng nhóm Super Junior, Siwon còn tham gia vào hoạt động diễn xuất. Anh được công chúng biết đến qua các bộ phim đình đám như Cô giúp việc tôi yêu (2010), Poseidon (2011), Cách mạng tình yêu (2017), My Fellow Citizens! (2019), Âm mưu Athena (2010), Ông vua truyền hình (2012), Cô nàng xinh đẹp (2015) và Tấn công trai đẹp (2007).
Vào năm 2008, Choi Siwon là một trong 4 nghệ sĩ được in chân dung trên tem thư tại Trung Quốc (cùng với Ryeowook, Zhou Mi và Donghae).

## Tiểu sử
Choi Siwon sinh ra và lớn lên tại Seoul, Hàn Quốc trong một gia đình giàu có. Vì là một tín hữu Cơ Đốc Giáo nhiệt thành nên Siwon đã từng chia sẻ rằng sau khi từ giã sự nghiệp ca hát, anh sẽ trở thành một nhà truyền giáo.
Năm 2003, Siwon được một nhân viên của SM Entertainment phát hiện trong khi anh đang đứng đợi một người bạn ở ngoài cổng trường và được người này mời đi thử giọng tại cuộc thi Starlight Casting System. Tuy nhiên vì sợ cha mẹ không đồng ý nên anh đã bí mật đi thi thử. Cuối cùng, được sự đồng ý của cha mẹ, Siwon đã gia nhập SM Entertainment.
Anh được đào tạo bài bản về thanh nhạc, diễn xuất và vũ đạo ngay sau khi thử giọng tại SM Entertainment. Siwon đã từng xuất hiện trong một MV ca nhạc của nữ ca sĩ Dana thuộc nhóm CSJH The Grace khi anh còn là thực tập sinh vào năm 2003. Một năm sau, Siwon tham gia vào một vai nhỏ trong phim truyền hình Buonim Cheonsangseo. Năm 2006, anh tham gia phim truyền hình Yeolyeodeolb, seumulahop.
Siwon tốt nghiệp Trung học Apgu Jeong vào tháng 2 năm 2006. Sau đó anh tiếp tục theo học Đại học Inha cùng với thành viên Ryeowook và đã tốt nghiệp vào tháng 2 năm 2012.

## Sự nghiệp
Ngày 6 tháng 11 năm 2005, Choi Siwon đã ra mắt cùng với 11 thành viên khác trong Super Junior 05 trên chương trình âm nhạc Inkigayo (인기가요) của đài SBS với màn biểu diễn đĩa đơn đầu tay là "TWINS (Knock Out)".
Nhóm đã phát hành album đầy đủ "SuperJunior05 (Twins)" một tháng sau đó, và album ra mắt này đã xếp vị trí thứ 3 trên bảng xếp hạng album hàng tháng MIAK K-pop.
Sau khi Kyuhyun gia nhập nhóm,  nhóm đã bỏ hậu tố "05" và chính thức sử dụng tên Super Junior. Nhóm đã đạt được thành công vang dội sau khi ra mắt đĩa đơn đầu tiên "U" vào mùa hè năm 2006.
Siwon vẫn tiếp tục tham gia vào tất cả các album sau đó của Super Junior, bao gồm đĩa đơn "U", các album phòng thu vol2 "Don't Don" (2007), vol3 "Sorry, Sorry" (2009), vol4 "Bonamana" (2010), vol5 "Mr. Simple" (2011), vol6 " Sexy,free & single" (2013)
Tháng 4, 2008, anh đã được đặt vào nhóm nhỏ thứ ba của Super Junior là Super Junior-M, nhóm nhỏ chuyên hát Tiếng Quan Thoại và tập trung hoạt động tại thị trường Trung Quốc. Đây cũng là nhóm nhỏ thành công nhất của Super Junior. Họ đã phát hành 1 album phòng thu, "Me", 2 EP là Super Girl và Perfection, đều có sự tham gia của Siwon.
Siwon cũng là người mẫu và đã từng tham gia nhiều cuộc trình diễn thời gian, trong đó có tham gia vào một số bộ sưu tập của Nhà thiết kế thời trang nổi tiếng Hàn Quốc, André Kim (người đã qua đời vào tháng 8 năm 2010 do bị bệnh). Anh cũng tham gia chụp hình cho rất nhiều các báo, tạp chí nổi tiếng trong nước và quốc tế.
Để đảm nhận tốt vai diễn trong phim "The Battle of Wits" (Binh pháp mặc công), công ty quản lý đã sắp xếp cho Siwon tới Bắc Kinh, Trung Quốc với thực tập sinh Hyoyeon của SNSD vào năm 2004 để tìm hiểu về ngôn ngữ và lịch sử Trung Quốc. Siwon được học Tiếng phổ thông tại đó ba tháng trước khi trở về Hàn Quốc chuẩn bị cho việc ra mắt của Super Junior vào năm sau.
Anh có một tài khoản Twitter là siwon407. Hiện nay, anh là người có số followers (người theo dõi) trên twitter nhiều nhất Hàn Quốc (hơn 4 triệu followers). Trước đó anh cũng là nghệ sĩ Hàn Quốc đầu tiên có số followers trên twitter vượt ngưỡng 1 triệu người. Do khả năng ngoại ngữ tốt, trong đó có sử dụng tiếng Trung và tiếng Anh khá thành thạo, và có thể nói được một chút tiếng Nhật nên Siwon có quen biết khá rộng với nhiều người nổi tiếng trên thế giới.
Ngày 2/10/2019, Choi Siwon và các nghệ sĩ nổi tiếng đã cùng với trẻ em ở Đà Nẵng (Việt Nam) tham gia thảo luận các vấn đề liên quan đến bạo lực trẻ em, bao gồm cả nạn bắt nạt trẻ em. Các nghệ sỹ cũng sẽ tham dự buổi biểu biểu diễn của trẻ em mang tên Âm nhạc cho mọi trẻ em với mục tiêu nâng cao vai trò tích cực của giáo dục âm nhạc tại trường học. Đây là một trong những hoạt động nằm trong chiến dịch của UNICEF về chấm dứt bắt nạt (#StopBullying). YAN Digital hân hạnh là đối tác truyền thông chính thức để lan truyền thông tin chi tiết chương trình đầy ý nghĩa này đến mọi công dân Việt Nam.
Ngày 12/11/2019, Choi Siwon đã được bổ nhiệm làm Đại sứ Khu vực Hàn Quốc đầu tiên của UNICEF Đông Á Thái Bình Dương tại Diễn đàn Thế hệ người Lào 2030 ở Viêng Chăn, sự kiện đánh dấu năm thứ 30 của Công ước về Quyền trẻ em.
Vào ngày 10 tháng 12 năm 2021, Choi Siwon đã có kết quả xét nghiệm dương tính với COVID-19, do đó anh sẽ không được tham dự lễ trao giải MAMA 2021 được tổ chức vào ngày hôm sau (11/12) với tư cách là người dẫn chương trình. Anh đã được xuất cảnh cách ly vào ngày 19 tháng 12 sau khi âm tính với COVID-19 trở lại.
Ngày 3 tháng 8 năm 2022, Choi Siwon nhận kết quả xét nghiệm tái dương tính với COVID-19. Anh là thành viên thứ hai trong nhóm Super Junior từng bị mắc covid đến hai lần, sau Shindong.

## Danh sách phim

### Phim truyền hình
- Hyang Dan cheon (Legend of Hyang Dan, MBC, 2007)
- Bomui Walcheu (Spring Waltz, KBS, 2006)
- Yeolyeodeolb, Seumulahop (18 vs. 29, KBS, 2005)
- Buonim Cheonsangseo (Precious Family, KBS2, 2004)
- Parent's Approval (KBS)
- Oh My Lady (KBS)
- Athena: Jeonjaengui Yeosin (Athena: Goddess of War, SBS, 2010)
- Poseidon (KBS)
- Skip Beat! (Phim Đài Loan, cùng với Donghae)
- Turn Around and Say I Love You (Phim Trung Quốc)
- King of Drama
- She Was Pretty
- Revolution of Love (tvN)
- Cặp đôi oan gia(2019)
- SF8 (2020)
- Work Later, Drink Now (2021)
- Love Is for Suckers (2022)

### Phim điện ảnh
- Attack on the Pin-Up Boys (2007)
- Binh pháp mặc công (2006)
- Super Show 3 3D
- Super Show 5
- Dragon Blade (Kiếm Rồng)
- Đối đầu(2015)

## Giải thưởng
| Năm  | Giải thưởng                            | Vai                            | Kết quả   |
| ---- | -------------------------------------- | ------------------------------ | --------- |
| 2010 | Giải thưởng điện ảnh SBS: Ngôi sao mới | Sung Min Woo trong Oh My Lady! | Đoạt giải |
| 2010 | 4th Men's Health Cool Guy Awards       | Best Cover Model               | Đoạt giải |
| 2019 | AAA 2019                               | Best Icon Actor                | Đoạt giải |